# ЕКСИЛИ врата
| УЛАЗ A B | УЛАЗ A B | ИЗЛАЗ A ЕКСИЛИ B |
| 0        | 0        | 0                |
| 0        | 1        | 1                |
| 1        | 0        | 1                |
| 1        | 1        | 0                |

ЕКСИЛИ врата (ексклузивно ИЛИ, искључиво ИЛИ) или ЕКСИЛИ коло, ЕКСИЛИ капија (енгл. XOR gate) су дигитална логичка врата чији излаз прати таблицу истине показану на лијевој страни. Логичка јединица „1“ се појављује на излазу само ако је било који од улаза у стању логичке јединице „1“, али не оба (одатле назив искључиво, ексклузивно).

## Симболи
Постоје 2 симбола за ЕКСИЛИ коло, обични („војни“, „амерички“) и четвртасти (ИЕЦ).
- Обични ЕКСИЛИ симбол
- Четвртасти ЕКСИЛИ симбол

## Хардверски опис и распоред пинова
ЕКСИЛИ врата су основна логичка врата и као таква постоје у TTL и CMOS изведби као интегрална кола.
- ТТЛ ЕКСИЛИ кола:
- 7486: четворострука ЕКСИЛИ врата са по 2 улаза

- ХЦМОС ЕКСИЛИ кола:
- 74ХЦ86: четворострука ЕКСИЛИ врата са по 2 улаза

## Замјена
Ако ЕКСИЛИ коло није доступно, може се сложити из универзалних логичких НИ или НИЛИ кола.
Примјери су приказани на сликама.